# Anchor Corner
Anchor Corner – wieś w Anglii, w hrabstwie Norfolk. Leży 27 km na zachód od Norwich i 136 km na północny wschód od Londynu.